# Gran Premio motociclistico della Repubblica Ceca 1995
Il Gran Premio motociclistico della Repubblica Ceca 1995 fu il decimo appuntamento del motomondiale 1995.
Si svolse il 20 agosto 1995 sul circuito di Brno e vide la vittoria di Luca Cadalora nella classe 500, di Max Biaggi nella classe 250, di Kazuto Sakata nella classe 125, dell'equipaggio Rolf Biland-Kurt Waltisperg nella classe sidecar e di Udo Mark nel Thunderbike Trophy.

## Classe 500

### Arrivati al traguardo
| Pos. | Nº | Pilota            | Squadra                  | Motocicletta  | Giri | Tempo     | Griglia | Punti |
| ---- | -- | ----------------- | ------------------------ | ------------- | ---- | --------- | ------- | ----- |
| 1º   | 2  | Luca Cadalora     | Marlboro Team Roberts    | Yamaha        | 22   | 45:28.726 | 1       | 25    |
| 2º   | 1  | Mick Doohan       | Repsol Honda             | Honda         | 22   | +4.148    | 2       | 20    |
| 3º   | 4  | Daryl Beattie     | Lucky Strike Suzuki      | Suzuki        | 22   | +9.399    | 3       | 16    |
| 4º   | 65 | Loris Capirossi   | Marlboro Team Pileri     | Honda         | 22   | +15.646   | 5       | 13    |
| 5º   | 7  | Shin'ichi Itō     | Repsol Honda             | Honda         | 22   | +18.831   | 7       | 11    |
| 6º   | 6  | Àlex Crivillé     | Repsol Honda             | Honda         | 22   | +21.952   | 8       | 10    |
| 7º   | 13 | Loris Reggiani    | Aprilia Racing           | Aprilia       | 22   | +22.542   | 6       | 9     |
| 8º   | 12 | Carlos Checa      | Fortuna-Honda-Pons       | Honda         | 22   | +27.320   | 11      | 8     |
| 9º   | 9  | Alex Barros       | Barros-Kanemoto-Honda    | Honda         | 22   | +27.418   | 9       | 7     |
| 10º  | 25 | Neil Hodgson      | World Champ. Motorsports | Yamaha        | 22   | +31.840   | 10      | 6     |
| 11º  | 45 | Scott Russell     | Lucky Strike Suzuki      | Suzuki        | 22   | +32.394   | 12      | 5     |
| 12º  | 19 | Juan Borja        | Roc N.R.J.               | ROC Yamaha    | 22   | +1:03.206 | 13      | 4     |
| 13º  | 11 | Bernard Garcia    | Team ROC                 | ROC Yamaha    | 22   | +1:07.640 | 16      | 3     |
| 14º  | 18 | Laurent Naveau    | ROC Euroteam             | ROC Yamaha    | 22   | +1:10.294 | 17      | 2     |
| 15º  | 14 | Adrian Bosshard   | Thommen Elf Racing       | ROC Yamaha    | 22   | +1:24.826 | 14      | 1     |
| 16º  | 10 | Jeremy McWilliams | Team Millar              | Yamaha        | 22   | +1:30.129 | 20      |       |
| 17º  | 37 | Frédéric Protat   | FP Racing                | ROC Yamaha    | 22   | +1:37.943 | 22      |       |
| 18º  | 85 | Chris Walker      | Padgetts Racing          | Harris Yamaha | 22   | +1:48.238 | 23      |       |
| 19º  | 23 | Eugene McManus    | Padgetts Racing          | Harris Yamaha | 22   | +1:48.366 | 24      |       |
| 20º  | 44 | Marc Garcia       | DR Team Shark            | ROC Yamaha    | 22   | +2:09.350 | 26      |       |
| 21º  | 28 | Bruno Bonhuil     | M.T.D.                   | ROC Yamaha    | 21   | +1 giro   | 25      |       |
| 22º  | 21 | Bernard Haenggeli | Haenggeli Racing         | ROC Yamaha    | 21   | +1 giro   | 28      |       |
| 23º  | 70 | Marco Papa        | Team Marco Papa          | ROC Yamaha    | 21   | +1 giro   | 29      |       |

### Ritirati
| Nº | Pilota               | Squadra               | Motocicletta  | Giri | Griglia |
| -- | -------------------- | --------------------- | ------------- | ---- | ------- |
| 22 | Lucio Pedercini      | Team Pedercini        | ROC Yamaha    | 21   | 18      |
| 8  | Sean Emmett          | Harris Grand Prix     | Harris Yamaha | 19   | 19      |
| 20 | Cristiano Migliorati | Harris Grand Prix     | Harris Yamaha | 11   | 21      |
| 17 | Norifumi Abe         | Marlboro Team Roberts | Yamaha        | 6    | 4       |
| 69 | James Haydon         | Harris Grand Prix     | Harris Yamaha | 4    | 15      |
| 40 | José Kuhn            | Jpj Paton             | Paton         | 0    | 27      |

### Non partito
| Nº | Pilota     | Squadra   | Motocicletta  | Griglia |
| -- | ---------- | --------- | ------------- | ------- |
| 24 | Scott Gray | Starsport | Harris Yamaha | 30      |

## Classe 250

### Arrivati al traguardo
| Pos. | Nº | Pilota                    | Squadra              | Motocicletta | Giri | Tempo     | Griglia | Punti |
| ---- | -- | ------------------------- | -------------------- | ------------ | ---- | --------- | ------- | ----- |
| 1º   | 1  | Max Biaggi                | Chesterfield Aprilia | Aprilia      | 20   | 41:56.604 | 1       | 25    |
| 2º   | 7  | Tetsuya Harada            | Marlboro Team Rainey | Yamaha       | 20   | +0.156    | 3       | 20    |
| 3º   | 28 | Ralf Waldmann             | HB Honda Germany     | Honda        | 20   | +13.422   | 2       | 16    |
| 4º   | 9  | Luis d'Antín              | MX Onda-S.S.P. Comp. | Honda        | 20   | +40.632   | 12      | 13    |
| 5º   | 4  | Doriano Romboni           | Honda Team Agostini  | Honda        | 20   | +40.652   | 7       | 11    |
| 6º   | 6  | Jean Philippe Ruggia      | Elf-Honda-Tech 3     | Honda        | 20   | +40.774   | 4       | 10    |
| 7º   | 2  | Tadayuki Okada            | Team HRC             | Honda        | 20   | +40.982   | 8       | 9     |
| 8º   | 25 | Kenny Roberts Jr          | Marlboro Team Rainey | Yamaha       | 20   | +41.168   | 13      | 8     |
| 9º   | 10 | Nobuatsu Aoki             | Blumex Rheos Racing  | Honda        | 20   | +41.847   | 15      | 7     |
| 10º  | 29 | Jürgen Fuchs              | HB Honda Germany     | Honda        | 20   | +41.913   | 11      | 6     |
| 11º  | 8  | Jean-Michel Bayle         | Chesterfield Aprilia | Aprilia      | 20   | +47.579   | 6       | 5     |
| 12º  | 16 | Patrick van den Goorbergh | Docshop Racing       | Aprilia      | 20   | +50.026   | 19      | 4     |
| 13º  | 30 | José Luis Cardoso         | PR2 Aprilia          | Aprilia      | 20   | +50.672   | 16      | 3     |
| 14º  | 19 | Olivier Jacque            | Elf-Honda-Tech 3     | Honda        | 20   | +54.286   | 14      | 2     |
| 15º  | 18 | Roberto Locatelli         | Aprilia Racing       | Aprilia      | 20   | +54.914   | 5       | 1     |
| 16º  | 22 | Adolf Stadler             | Veitinger            | Aprilia      | 20   | +1:02.622 | 20      |       |
| 17º  | 23 | Luis Maurel               | Maurel Competicion   | Honda        | 20   | +1:10.362 | 25      |       |
| 18º  | 21 | Gregorio Lavilla          | MX Onda-S.S.P. Comp. | Honda        | 20   | +1:14.438 | 22      |       |
| 19º  | 24 | Bernd Kassner             | Team Munich          | Aprilia      | 20   | +1:20.277 | 26      |       |
| 20º  | 37 | José Barresi              | Maxell Team Global   | Honda        | 20   | +1:24.715 | 21      |       |
| 21º  | 55 | Régis Laconi              | Equipe De France GP  | Honda        | 20   | +1:27.010 | 24      |       |
| 22º  | 15 | Oliver Petrucciani        | Edo Racing           | Aprilia      | 20   | +1:34.142 | 18      |       |
| 23º  | 14 | Rubén Xaus                | Fortuna-Honda-Pons   | Honda        | 20   | +1:58.486 | 27      |       |
| 24º  | 31 | Miguel Angel Castilla     | Troll 10x10 Repsol   | Honda        | 20   | +1:58.564 | 23      |       |
| 25º  | 87 | Bohumil Staša Jr          | Wernberger Konserven | Aprilia      | 20   | +1:59.679 | 28      |       |
| 26º  | 32 | Pere Riba                 | Bjc Racing           | Aprilia      | 20   | +2:03.976 | 30      |       |
| 27º  | 86 | Uwe Bolterhauer           | Racing Team Novak    | Yamaha       | 19   | +1 giro   | 31      |       |

### Ritirati
| Nº | Pilota                   | Squadra            | Motocicletta | Giri | Griglia |
| -- | ------------------------ | ------------------ | ------------ | ---- | ------- |
| 13 | Eskil Suter              | Mohag Aprilia      | Aprilia      | 14   | 9       |
| 5  | Niall Mackenzie          | Docshop Racing     | Aprilia      | 11   | 17      |
| 17 | Jurgen van den Goorbergh | Maxell Team Global | Honda        | 9    | 10      |
| 89 | Otto Krmicek             |                    | Yamaha       | 1    | 32      |

### Non partiti
| Nº | Pilota            | Squadra              | Motocicletta | Griglia |
| -- | ----------------- | -------------------- | ------------ | ------- |
| 26 | Davide Bulega     | Givi Racing          | Honda        | 29      |
| 3  | Takeshi Tsujimura | Fcc Technical Sports | Honda        | 33      |

## Classe 125

### Arrivati al traguardo
| Pos. | Nº | Pilota             | Squadra               | Motocicletta | Giri | Tempo     | Griglia | Punti |
| ---- | -- | ------------------ | --------------------- | ------------ | ---- | --------- | ------- | ----- |
| 1º   | 1  | Kazuto Sakata      | Krona-Aprilia         | Aprilia      | 19   | 42:08.715 | 1       | 25    |
| 2º   | 12 | Haruchika Aoki     | Blumex Rheos Racing   | Honda        | 19   | +7.495    | 4       | 20    |
| 3º   | 14 | Akira Saitō        | Docshop Racing        | Honda        | 19   | +7.967    | 6       | 16    |
| 4º   | 8  | Masaki Tokudome    | Ditter Plastic        | Aprilia      | 19   | +7.970    | 5       | 13    |
| 5º   | 9  | Hideyuki Nakajō    | Jha Racing            | Honda        | 19   | +11.068   | 3       | 11    |
| 6º   | 17 | Gianluigi Scalvini | Ipa Aprilia           | Aprilia      | 19   | +20.659   | 13      | 10    |
| 7º   | 21 | Tomoko Igata       | Fcc Technical Sports  | Honda        | 19   | +22.317   | 23      | 9     |
| 8º   | 20 | Tomomi Manako      | Fcc Technical Sports  | Honda        | 19   | +22.499   | 11      | 8     |
| 9º   | 2  | Noboru Ueda        | Givi Racing           | Honda        | 19   | +23.162   | 9       | 7     |
| 10º  | 26 | Emilio Alzamora    | Scot-San Patrignano   | Honda        | 19   | +23.363   | 16      | 6     |
| 11º  | 23 | Manfred Geissler   | Marlboro-Aprilia-Eckl | Aprilia      | 19   | +23.383   | 19      | 5     |
| 12º  | 10 | Herri Torrontegui  | Pit Lane Racing       | Honda        | 19   | +24.254   | 14      | 4     |
| 13º  | 37 | Ken Miyasaka       | Jha Racing            | Honda        | 19   | +30.202   | 12      | 3     |
| 14º  | 18 | Oliver Koch        | Ditter Plastic        | Aprilia      | 19   | +39.897   | 10      | 2     |
| 15º  | 29 | Yoshiyuki Sugai    | Racing Supply         | Honda        | 19   | +41.829   | 25      | 1     |
| 16º  | 63 | Josep Sarda        | Europa Zwafink        | Honda        | 19   | +41.916   | 22      |       |
| 17º  | 38 | Luigi Ancona       | Scot-San Patrignano   | Honda        | 19   | +42.192   | 21      |       |
| 18º  | 6  | Jorge Martínez     | Aspar Cepsa           | Yamaha       | 19   | +43.163   | 26      |       |
| 19º  | 22 | Andrea Ballerini   | Krona-Aprilia         | Aprilia      | 19   | +43.343   | 27      |       |
| 20º  | 86 | Jaroslav Huleš     | RDM Skala Bank        | Honda        | 19   | +52.217   | 15      |       |
| 21º  | 32 | Hiroyuki Kikuchi   | Elf Team Kepla        | Honda        | 19   | +1:37.303 | 29      |       |
| 22º  | 40 | Massimo d'Agnano   | Scuderia Alfa Ducados | Aprilia      | 19   | +1:37.344 | 30      |       |

### Ritirati
| Nº | Pilota            | Squadra                 | Motocicletta | Giri | Griglia |
| -- | ----------------- | ----------------------- | ------------ | ---- | ------- |
| 44 | Darren Barton     | Scott-Attac!            | Yamaha       | 17   | 20      |
| 11 | Stefan Prein      | Energizer Elf/Prein     | Honda        | 13   | 24      |
| 51 | Ángel Nieto Jr    | Aspar Cepsa             | Yamaha       | 11   | 31      |
| 65 | Alexander Folger  | LB Racing               | Aprilia      | 10   | 28      |
| 28 | Takehiro Yamamoto | Moto Bum Team Harc Pro  | Honda        | 5    | 17      |
| 89 | Vladimír Častka   |                         | Honda        | 4    | 33      |
| 4  | Dirk Raudies      | HB Team Raudies         | Honda        | 2    | 7       |
| 5  | Peter Öttl        | Marlboro-Aprilia-Eckl   | Aprilia      | 2    | 8       |
| 24 | Gabriele Debbia   | Debbia Team Semprucci   | Yamaha       | 2    | 18      |
| 7  | Stefano Perugini  | Ipa Aprilia             | Aprilia      | 1    | 2       |
| 87 | Benjamin Weiss    | Wernberger Team Hanusch | Honda        | 1    | 32      |

## Classe sidecar
Terza vittoria di fila per l'equipaggio Rolf Biland-Kurt Waltisperg, che precede al traguardo Steve Abbott-Julian Tailford. Proprio Abbott, grazie al 2º posto, recupera 9 punti sul leader della classifica Darren Dixon mantenendo aperta la corsa per il titolo mondiale. La gara vede anche un altro ritiro per problemi meccanici per i fratelli Paul-Charly Güdel.
In classifica, con un solo GP ancora da disputare, Dixon è in testa con 111 punti davanti ad Abbott a 92; non hanno più chance di vincere il titolo Bösiger (a 80 punti) e il campione uscente Biland (a 75).

### Arrivati al traguardo (posizioni a punti)[4]
| Pos. | Pilota           | Passeggero              | Sidecar    | Tempo     | Punti |
| ---- | ---------------- | ----------------------- | ---------- | --------- | ----- |
| 1º   | Rolf Biland      | Kurt Waltisperg         | LCR-BRM    | 40'26"544 | 25    |
| 2º   | Steve Abbott     | Julian Tailford         | Windle-ADM | +2"600    | 20    |
| 3º   | Markus Bösiger   | Jürg Egli               | LCR-ADM    | +41"085   | 16    |
| 4º   | Derek Brindley   | Paul Hutchinson         | LCR-Honda  | +42"590   | 13    |
| 5º   | Darren Dixon     | Andy Hetherington       | Windle-ADM | +44"485   | 11    |
| 6º   | Barry Brindley   | Scott Whiteside         | LCR-Yamaha | +1'15"038 | 10    |
| 7º   | Mark Reddington  | Trevor Crone            | LCR-ADM    |           | 9     |
| 8º   | Jukka Lauslehto  | Hannu Metsäranta        | LCR-ADM    |           | 8     |
| 9º   | Ian Wilford      | Mick Wynn               | LCR-Honda  |           | 7     |
| 10º  | Kevin Webster    | Harry Hofsteenge        | LCR-Honda  |           | 6     |
| 11º  | Benny Janssen    | Frans Geurts van Kessel | LCR-Honda  |           | 5     |
| 12º  | Markus Schlosser | Adolf Hänni             | LCR-ADM    |           | 4     |
| 13º  | Tony Wyssen      | Kilian Wyssen           | LCR-BRM    |           | 3     |

## Thunderbike Trophy

### Arrivati al traguardo
| Pos. | Nº | Pilota             | Motocicletta | Giri | Tempo     | Punti |
| ---- | -- | ------------------ | ------------ | ---- | --------- | ----- |
| 1º   | 17 | Udo Mark           | Kawasaki     | 17   | 38'24.224 | 25    |
| 2º   | 5  | Eustaquio Gavira   | Honda        | 17   | +3.794    | 20    |
| 3º   | 7  | Stéphane Mertens   | Honda        | 17   | +6.734    | 16    |
| 4º   | 4  | Idalio Gavira      | Honda        | 17   | +6.968    | 13    |
| 5º   | 18 | Enrique de Juan    | Honda        | 17   | +7.098    | 11    |
| 6º   | 2  | Christian Zwedorn  | Honda        | 17   | +7.168    | 10    |
| 7º   | 61 | Jeffry de Vries    | Yamaha       | 17   | +7.938    | 9     |
| 8º   | 9  | Phillip McCallen   | Honda        | 17   | +26.410   | 8     |
| 9º   | 14 | Óscar Sainz        | Kawasaki     | 17   | +31.527   | 7     |
| 10º  | 63 | Harry Van Beek     | Honda        | 17   | +37.015   | 6     |
| 11º  | 26 | Yuichi Takeda      | Honda        | 17   | +37.834   | 5     |
| 12º  | 21 | Cees Doorakkers    | Yamaha       | 17   | +38.132   | 4     |
| 13º  | 16 | Marco Risitano     | Bimota       | 17   | +48.086   | 3     |
| 14º  | 28 | Urs Schneider      | Honda        | 17   | +58.464   | 2     |
| 15º  | 10 | Giovanni Bussei    | Bimota       | 17   | +1'06.696 | 1     |
| 16º  | 22 | Jean Foray         | Bimota       | 17   | +1'08.112 |       |
| 17º  | 89 | Torsten Fritzsche  | Kawasaki     | 17   | +1'20.801 |       |
| 18º  | 19 | Danny Schildermans | Honda        | 17   | +1'41.912 |       |
| 19º  | 94 | Roman Bocek        | Honda        | 17   | +1'44.130 |       |
| 20º  | 27 | Theo Dietlin       | Honda        | 17   | +1'53.954 |       |
| 21º  | 90 | Vladimír Kuba      | Honda        | 17   | +2'04.657 |       |
| 22º  | 96 | Stefan Holz        | Honda        | 16   | +1 giro   |       |

### Ritirati
| Nº | Pilota           | Motocicletta | Giri |
| -- | ---------------- | ------------ | ---- |
| 60 | Eric Mahé        | Honda        | 14   |
| 15 | Iain MacPherson  | Honda        | 14   |
| 91 | Jindřich Hudeček | Honda        | 9    |
| 1  | Yves Briguet     | Honda        | 3    |
| 8  | Wilco Zeelenberg | Honda        | 3    |
| 3  | Fred Bayens      | Honda        | 2    |
| 95 | Tomáš Foukal     | Kawasaki     | 2    |
| 92 | Petr Sale        | Honda        | 2    |
| 93 | Martin Markalous | Honda        | 1    |